# العلاقات الصومالية الهندية
العلاقات الصومالية الهندية هي العلاقات الثنائية التي تجمع بين الصومال والهند.

## مقارنة بين البلدين
هذه مقارنة عامة ومرجعية للدولتين:
| وجه المقارنة                                              | الصومال                        | الهند                       |
| --------------------------------------------------------- | ------------------------------ | --------------------------- |
| المساحة (كم2)                                             | 637.66 ألف                     | 3.29 مليون                  |
| عدد السكان (نسمة)                                         | 14.74 مليون                    | 1.35 مليار                  |
| الكثافة السكانية (ن./كم²)                                 | 23.12                          | 410.33                      |
| العاصمة                                                   | مقديشو                         | نيودلهي                     |
| اللغة الرسمية                                             | اللغة الصومالية، اللغة العربية | اللغة الهندية، لغة إنجليزية |
| العملة                                                    | شلن صومالي                     | روبية هندية                 |
| الناتج المحلي الإجمالي (بليون دولار)                      | 7.37 مليار                     | 2.60 تريليون                |
| الناتج المحلي الإجمالي (تعادل القوة الشرائية) بليون دولار |                                | 8.00 تريليون                |
| الناتج المحلي الإجمالي الاسمي للفرد دولار أمريكي          | 549                            | 1.60 ألف                    |
| الناتج المحلي الإجمالي للفرد دولار أمريكي                 |                                | 5.70 ألف                    |
| مؤشر التنمية البشرية                                      |                                | 0.609                       |
| رمز المكالمات الدولي                                      | +252                           | +91                         |
| رمز الإنترنت                                              | .so                            | .in، .भारत ‏، .بھارت ‏،        |
| المنطقة الزمنية                                           | ت ع م+03:00                    | ت ع م+05:30، توقيت الهند    |

## منظمات دولية مشتركة
يشترك البلدان في عضوية مجموعة من المنظمات الدولية، منها:
| علم المنظمة | اسم المنظمة                   | تاريخ انضمام الصومال | تاريخ انضمام الهند |
| ----------- | ----------------------------- | -------------------- | ------------------ |
|             | يونسكو                        | 15 نوفمبر 1960       | 4 نوفمبر 1946      |
|             | الفريق المعني برصد الأرض      | ?                    | ?                  |
|             | مؤسسة التمويل الدولية         | 31 أغسطس 1962        | 20 يوليو 1956      |
|             | منظمة حظر الأسلحة الكيميائية  | ?                    | ?                  |
|             | مؤسسة التنمية الدولية         | 31 أغسطس 1962        | 24 سبتمبر 1960     |
|             | الاتحاد البريدي العالمي       | ?                    | ?                  |
|             | الاتحاد الدولي للاتصالات      | 28 سبتمبر 1962       | 1869               |
|             | منظمة الشرطة الجنائية الدولية | ?                    | ?                  |
|             | الأمم المتحدة                 | 20 سبتمبر 1960       | 30 أكتوبر 1945     |
|             | البنك الدولي للإنشاء والتعمير | 31 أغسطس 1962        | 27 ديسمبر 1945     |
|             | البنك الإفريقي للتنمية        | ?                    | ?                  |

## وصلات خارجية
- موقع وزارة الخارجية الصومالية
- موقع وزارة الخارجية الهندية